# 栗本尊子
栗本 尊子（くりもと たかこ、1920年（大正9年）5月9日 - 2019年（平成31年）1月22日）は、日本の声楽家（メゾソプラノ）・音楽教育者。二期会名誉会員（2017年時点）本名、栗本 尊（くりもと たか）。旧姓は、小鳥居。

## 経歴
福岡県筑紫郡大宰府町（現：太宰府市）にて、安楽寺五別当の小鳥居家の五女として生まれる。福岡女学校（現：福岡女学院中学校・高等学校）卒業。1941年（昭和16年）東京音楽学校（現：東京芸術大学）卒業。リア・フォン・ヘッサートに師事。1946年（昭和21年）長門美保歌劇団プッチーニ『蝶々夫人』のスズキ役でデビュー以来、長門美保歌劇団で活躍。1952年（昭和27年）に旗揚げされた二期会に参加。モーツァルト『フィガロの結婚』ケルビーノ、モーツァルト『コジ・ファン・トゥッテ』をはじめ、リヒャルト・シュトラウス『ばらの騎士』オクタヴィアン、ビゼー『カルメン』タイトルロール、ヨハン・シュトラウス2世『こうもり』オルロフスキー公爵、モンテヴェルディ『ポッペアの戴冠』、ブリテン『ピーター・グライムズ』、メノッティ『老嬢と泥棒（英語版）』など、バロックから現代作品に至る諸作、さらに山田耕筰『黒船』、團伊玖磨『聴耳頭巾』、清水脩『修禅寺物語』など邦人作品を中心に、数多くのオペラ公演で主要な役を務め、その大半が日本初演だった。1953年（昭和28年）藤原歌劇団第2回アメリカ公演に参加し、『蝶々夫人』でスズキを演じる。1956年（昭和31年）第1回NHKイタリア歌劇団ヴェルディ『アイーダ』に日本側の若手歌手として参加。NHK交響楽団の『第九』のソリストをはじめとするコンサートでも活躍。日本歌曲も得意とし、1977年（昭和52年）以来、日本歌曲によるリサイタルもしばしば開催している。
その一方で、洗足学園大学教授として後進の指導にも情熱を注いできた。
2002年（平成14年）、紀尾井ホールで開催された「グレート・マスターズ」の公演に出演。2006年（平成18年）には、長年の演奏活動で初のCDとなる『愛と祈り〜歌いつがれる日本のうた』を、2012年（平成24年）には、自身の半生を綴った書籍付きCD『奇蹟の歌』をリリースした。
畑中良輔が「栗本尊子の声は、日本音楽界の奇跡です」と賞賛した歌唱は、日本歌曲を創り上げてきた作詞者や作曲者たちが作品に込めた心を表現し、紡ぎ出される言葉の美しさと至高の感情表現により、「形のない美しき芸術品」として、日本歌曲の真髄を表現している。
2010年（平成22年）5月、母校である福岡女学院の創立125周年記念式典に招かれ見事な歌声を披露し話題となった。
2012年（平成24年）7月19日には92歳で銀座ヤマハホールでコンサートを開催し、その年齢からは到底信じ難い、まさに奇跡の歌声を会場に響かせ、聴衆を驚愕・感動させた。この貴重な記録はDVD/BD化されている。
2019年（平成31年）1月22日逝去。98歳没。

## 受賞
- 2013年 新日鉄住金音楽賞 特別賞[8]
- 2017年 文化庁長官表彰

## 家族
- 夫は声楽家（バス・バリトン[2]）の栗本正。
- 長男は日本石油輸送株式会社元代表取締役社長、代表取締役会長（2019年3月31日現在）の栗本透[1][9]

## ディスコグラフィー

### CD
- 愛と祈り－歌いつがれる日本のうた （2006年発売/カメラータ・トウキョウ）
- グレート・ヴォイス - 2005 Live in Tokyo （2008年発売/カメラータ・トウキョウ）
- 奇蹟の歌（書籍付きCD） （2012年発売/カメラータ・トウキョウ）

### DVD/BD
- 栗本尊子コンサート in ヤマハホール （2013年発売/カメラータ・トウキョウ）